# Фрегозо, Пьетро Старший
Пьетро Кампофрегозо (итал. Pietro Fregoso; 1330, Генуя — 22 апреля 1404, Генуя) — дож Генуэзской республики.

## Биография
Дата рождения Пьетро точно неизвестна. Считается, что он родился в Генуе в 1330 году, его отцом был Роландо Фрегозо, матерью — Манфредина Фрегозо. Его брат Доменико был избран дожем в 1370 году, и его племянник Джакомо стал дожем в 1390 году.
Пьетро стал бакалавром права и присоединился к семейному бизнесу, связанному с торговлей с Востоком. На политической сцене он приобрел ряд должностей, включая титул подеста́ в городе Нови, а в 1373 году он стал адмиралом республики и был ответственным за завоевание Кипра. За успехи в Эгейском море он был награждён дворцом в Генуе, впоследствии управляемым его братом.

## Правление
Его назначение (или самоназначение, как указано в некоторых исторических текстах) дожем 15 июля 1393 года, в возрасте 63 года, произошло в период кризиса власти, когда правящий дож Антонио Монтальдо ушел в отставку. Его правление длилось всего несколько часов, пока Клементе ди Промонторио не отстранил его от власти. Сам переход поста дожа к Промоторио был результатом хрупкого политического компромисса, и уже на следующий день место дожа занял Франческо Джустиниано ди Гарибальдо.

## Последние годы
После этого краткого эпизода Пьетро продолжил юридическую практику и политическую карьеру, в частности, как член Совета старейшин. Он был главным действующим лицом, наряду с Антонио Гуарко, в свержении дожа Николо Дзоальи в августе 1394 года.
22 апреля 1404 года Пьетро умер в Генуе и был похоронен в хоре церкви Кастеллетто-ди-Сан-Франческо .
От двух браков с Теодорой Спинола (умершей в 1370 году) и Бенедеттой Дориа у него было множество детей; среди них два будущих дожа Томмазо ди Кампофрегозо и Баттиста ди Кампофрегозо (1380—1442), Мартино Фрегозо, который стал послом и мэром Савоны, дочь Помеллина, которая была регентом Монако от имени своей внучки Клодины.